# Crabbea longipes
Crabbea longipes är en akantusväxtart som beskrevs av Gottfried Wilhelm Johannes Mildbraed. Crabbea longipes ingår i släktet Crabbea och familjen akantusväxter. Inga underarter finns listade i Catalogue of Life.